# I sette contro Tebe
(Eteocle prima dello scontro con Polinice, vv. 674-675)
I sette contro Tebe, o I sette a Tebe (in greco antico: Ἑπτὰ ἐπὶ Θήβας?, Heptà epì Thếbas), è una tragedia di Eschilo, rappresentata per la prima volta ad Atene alle Grandi Dionisie del 467 a.C. L'opera si inserisce all'interno del cosiddetto Ciclo tebano, ed è la terza ed ultima parte di una trilogia legata, ossia di una sequenza di tre tragedie che raccontavano un'unica lunga vicenda. La prima e seconda parte della trilogia, le tragedie Laio ed Edipo, sono andate perdute. Alla fine della trilogia venne inoltre messo in scena il dramma satiresco Sfinge, anch'esso perduto

## Trama
Antefatto della vicenda: Eteocle e Polinice, figli di Edipo, si erano accordati per spartirsi il potere sulla città di Tebe; avrebbero regnato un anno a testa, alternandosi sul trono. Eteocle, tuttavia, allo scadere del proprio anno, non aveva voluto lasciare il proprio posto, sicché Polinice, con l'appoggio del re di Argo Adrasto, aveva dichiarato guerra al proprio fratello e alla propria patria.
All'inizio del dramma, Eteocle appare impegnato a rincuorare la popolazione preoccupata per l'imminente arrivo dell'esercito nemico. Giunge un messaggero, che informa che gli uomini di Polinice sono nei pressi della città e hanno deciso di attaccare le sette porte della città di Tebe con sette dei loro più forti guerrieri. È quindi necessario che Eteocle scelga a sua volta sette guerrieri da contrapporre a quelli nemici, ognuno a difendere una porta.
| Porte            | Guerriero di Eteocle | Guerriero di Polinice |
| ---------------- | -------------------- | --------------------- |
| Porta di Preto   | Melanippo            | Tideo                 |
| Porta Elettra    | Polifonte            | Capaneo               |
| Porta Nuova      | Megareo              | Eteoclo               |
| Porta Atena Onca | Iperbio              | Ippomedonte           |
| Porta Nord       | Attore               | Partenopeo            |
| Porta Omoloide   | Lastene              | Anfiarao              |
| Settima Porta    | Eteocle              | Polinice              |

Ricevuta la notizia, il coro di giovani tebane reagisce con paura, ma Eteocle le rimprovera aspramente per questo. Torna il messaggero e riferisce che i sette guerrieri nemici, tirando a sorte, hanno deciso a quale porta essere assegnati. Eteocle viene informato sul nome e le caratteristiche principali di ognuno, e ad essi contrappone un proprio guerriero. Risulta in questa circostanza che i sette nemici sono eccessivamente confidenti nel proprio valore, a tal punto da peccare di arroganza, poiché alcuni di essi sfidano gli dei a fermarli nel loro impeto guerriero. Quando il messaggero nomina il settimo guerriero, che è il fratello Polinice, Eteocle capisce di essere predestinato allo scontro con lui, e che probabilmente nessuno dei due ne uscirà vivo. Tuttavia non si tira indietro, nonostante i tentativi del coro di dissuaderlo.
Le giovani donne del coro, in attesa di notizie sull'esito della battaglia, intonano un canto pieno di paura, al termine del quale arriva il messaggero. Questi informa che sei delle sette porte di Tebe hanno tenuto, dunque l'attacco è stato respinto. Alla settima porta però i due fratelli Eteocle e Polinice si sono dati la morte l'un l'altro, com'era timore di tutti. Di fronte a questa notizia, la felicità per la battaglia vinta passa in secondo piano: vengono portati in scena i cadaveri dei due fratelli, e il coro piange la loro triste sorte. Tocca ancora al coro enunciare il compimento della maledizione che grava sulla stirpe di Edipo, poiché Eteocle e Polinice, come del resto le loro sorelle Antigone e Ismene, sono stati maledetti da Edipo perché nati dal ventre di Giocasta, a sua volta madre di Edipo. L'azione delle Erinni, implacabili divinità della vendetta, della furia e del rimorso, ha trovato compimento. Qui con ogni probabilità terminava l'opera scritta da Eschilo.
In un'ultima scena (aggiunta probabilmente dopo la morte dell'autore) entrano in azione Antigone e Ismene, accompagnate da un araldo. Quest'ultimo annuncia che il nuovo re di Tebe, Creonte, ha deciso di dare sepoltura al corpo di Eteocle, ma, per spregio, non a quello di Polinice, poiché quest'ultimo ha aggredito la propria città natale. Sentita la notizia, Antigone sfida le parole dell'araldo, nonché la decisione di Creonte, dichiarando che farà di tutto perché anche l'altro fratello abbia degna sepoltura.

## Commento

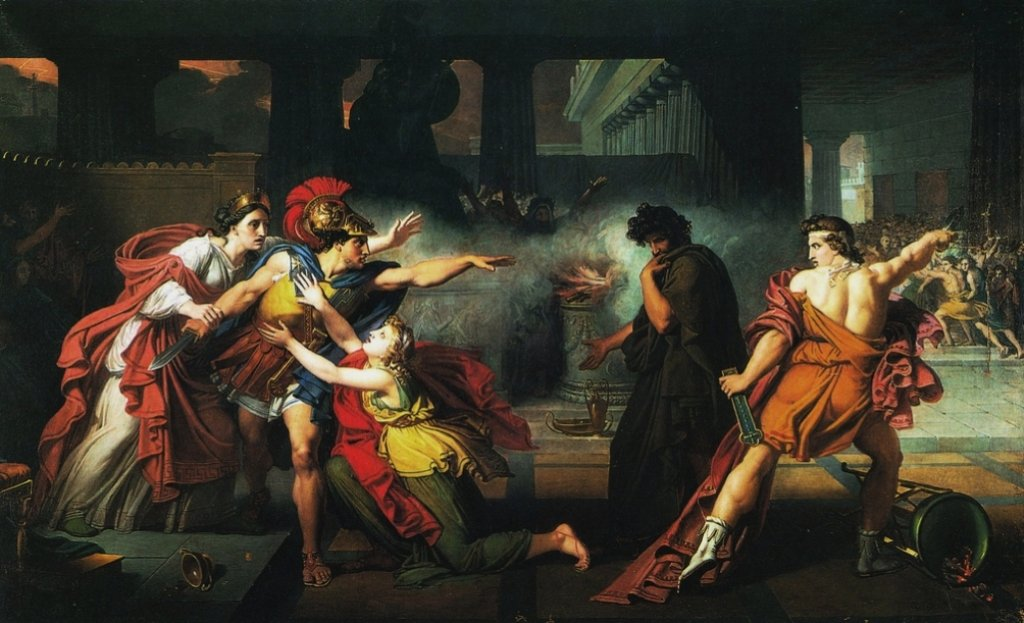
Eteocle e Polinice (dipinto di Giovanni Silvagni, 1800 circa)

### I tratti di arcaismo
Come tutte le tragedie più antiche (in particolare I Persiani e Le supplici dello stesso Eschilo), anche I sette contro Tebe sono caratterizzati da una trama relativamente semplice, da una parte assai estesa attribuita al coro e da un basso numero di personaggi. In effetti questi ultimi, se si escludono le interpolazioni aggiunte dopo la morte dell'autore, sono soltanto due: Eteocle e il messaggero. Tuttavia tali personaggi dialogano anche con il coro o, più precisamente, con il corifeo che ne rappresenta la voce. Tali dialoghi sono frequenti nelle tragedie più antiche e anzi rappresentano probabilmente il nucleo attorno al quale si svilupparono le prime opere teatrali.

### Il personaggio principale
Domina la tragedia la straripante personalità di Eteocle, un personaggio che si dimostra una guida molto sicura per la propria città, ma anche un sovrano molto solo. All'inizio dell'opera egli appare come un buon re, prodigato per rincuorare la cittadinanza preoccupata, e pronto a rimproverare senza indugi le donne del coro che appaiono eccessivamente spaventate. Il popolo appare profondamente legato al suo re, ed il sentimento è reciproco.
Il personaggio ha poi un forte mutamento di atteggiamento: quando vede che ad attaccare la settima porta della città ci sarà suo fratello Polinice, Eteocle comprende che i due sono predestinati a scontrarsi. Viene allora colto da una furia incontenibile e si avvia verso il proprio destino senza alcun indugio. A nulla valgono le argomentazioni del coro, che per dissuaderlo gli prospetta subito la possibilità che i due fratelli si uccidano a vicenda: sono cose che Eteocle sa bene. Eteocle è stato quindi considerato, nel tempo, di volta in volta come il guerriero che si sacrifica per la patria, o come l'uomo libero che sceglie il proprio destino, per quanto rovinoso, o come un semplice strumento nelle mani di un destino spietato. Si propone insomma il tema di una stirpe maledetta, condannata a dare e a subire la morte generazione dopo generazione, cosa che doveva essere ancora più messa in luce dalle altre tragedie della trilogia, che trattavano appunto le generazioni precedenti: il nonno (Laio) e il padre di Eteocle (Edipo).
C'è tuttavia un aspetto del rapporto tra i due fratelli che non viene quasi messo in luce all'interno dell'opera: nonostante all'inizio della tragedia Eteocle appaia come un buon sovrano, la responsabilità dello scoppio della guerra è da imputare proprio a lui. È stato infatti proprio il rifiuto di Eteocle di lasciare temporaneamente il trono al fratello a originare la guerra. A tale colpa viene fatto solo un fugace accenno nel canto corale che chiude la tragedia (v. 881), ma è gravida di conseguenze, poiché nei miti greci chi porta su di sé una colpa originaria alla fine finisce sempre per pagarne le conseguenze.

### La trilogia

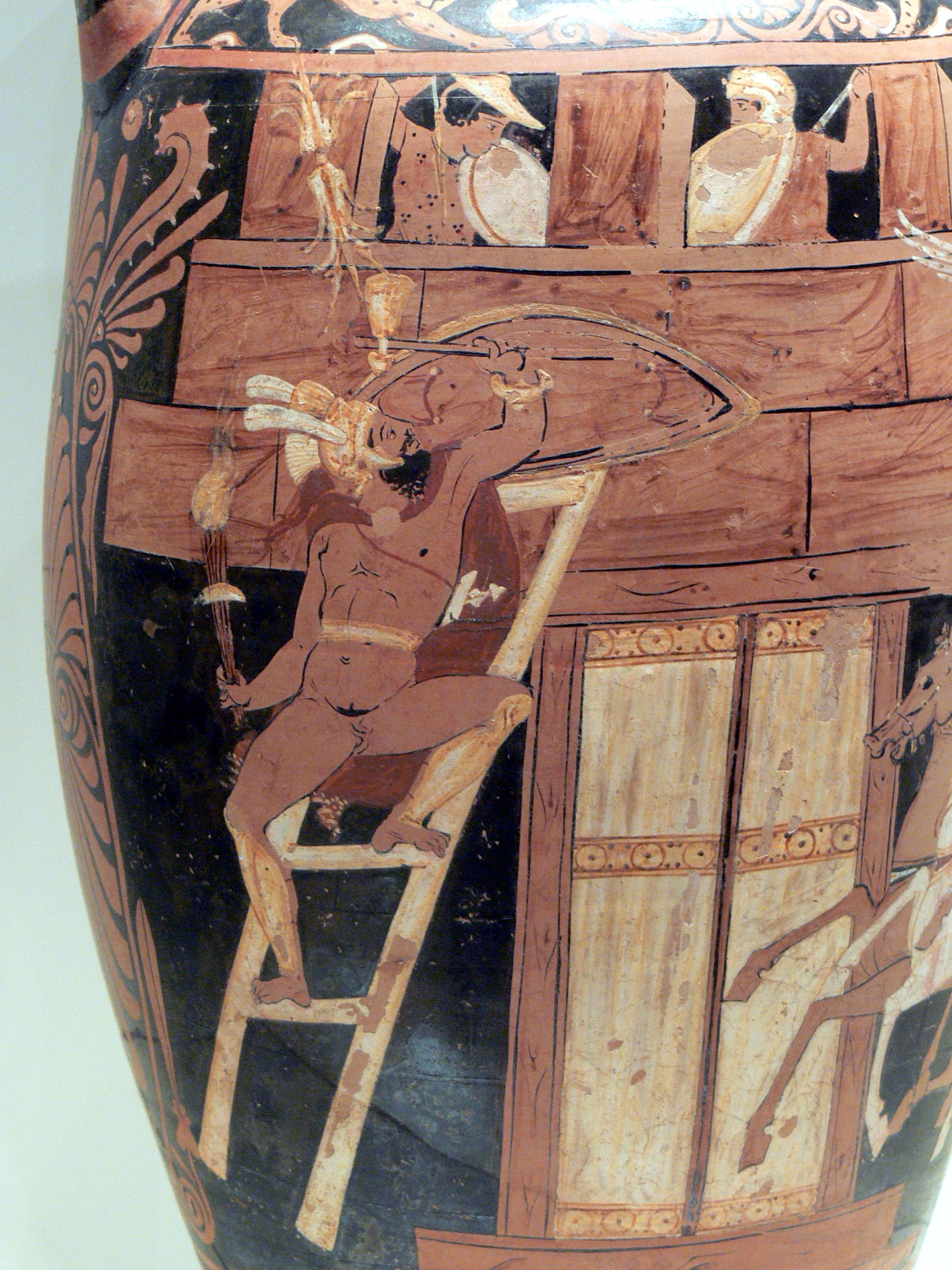
Capaneo tenta di scalare le mura di Tebe (anfora a figure rosse, Campania, 340 a.C. circa)

Come già accennato, la prima e la seconda parte della trilogia erano le tragedie Laio ed Edipo, andate perdute. Purtroppo nulla sappiamo di queste opere, e sarebbe azzardato ipotizzarne la trama solo a partire dal titolo, sia perché Eschilo potrebbe aver modificato il mito originale, sia perché il nostro giudizio sarebbe certamente influenzato dall'Edipo re di Sofocle, anch'esso non completamente scevro da rimaneggiamenti rispetto al mito (raccontato nell'Edipodia e, probabilmente, nella Tebaide, poemi epici oggi perduti).
Possiamo però fare una riflessione: le tre tragedie raccontavano le vicende di tre generazioni successive della famiglia di Edipo (la cosiddetta Saga dei Labdacidi). Laio era infatti padre di Edipo, che a sua volta era padre di Eteocle e Polinice. In questo modo veniva evidentemente messa in luce la predestinazione negativa, la maledizione che colpiva, generazione dopo generazione, i Labdacidi. Non sappiamo però, in mancanza delle prime due tragedie, se Eschilo intendesse evidenziare l'orrenda sorte di una famiglia contaminata da una colpa originaria, o se piuttosto volesse porre l'attenzione sui comportamenti individuali, sempre riaffermati, di violenza e delitto.

### Il finale
La parte finale dell'opera (in particolare i vv. 861-874 e 1011-1084), in cui vengono introdotti i personaggi di Antigone, Ismene e dell'araldo, è ritenuta non originale, ossia non scritta da Eschilo. Probabilmente tali versi furono aggiunti dopo la morte dell'autore, in occasione di una replica della tragedia, con l'intento di ricollegarsi ad altre tragedie, ad esempio l'Antigone di Sofocle. Gli indizi, in proposito, sono i seguenti:
- Nel finale dell'opera si fa riferimento al collegio dei Probuli, un'istituzione che entrò effettivamente in funzione ad Atene, ma solo nel 416 a.C. circa, mezzo secolo dopo la prima rappresentazione dell'opera.
- L'arrivo dell'araldo avrebbe implicato l'introduzione di un terzo attore. Date le nostre conoscenze storiche, la cosa non è di per sé impossibile,[10] ma pare improbabile che Eschilo abbia introdotto una così grande innovazione al proprio teatro solo nella parte finale dell'opera. Il terzo attore è effettivamente presente in successive tragedie eschilee (la trilogia dell'Orestea e il Prometeo incatenato), ma è utilizzato in maniera assai più sapiente.